# Модель де Муавра
Модель де Муавра — математична модель, що застосовується в актуарних розрахунках для аналізу виживаності.

## Аналітичні закони смертності
В основі актуарних розрахунків лежить щільність імовірностей f(x) і обумовлені нею функції S(x), μx та інші характеристики. Ясно, що ці розрахунки будуть простішими, якщо відомий аналітичний вигляд функції f(x) з точністю ряду параметрів, які можна оцінити за статистичними даними про тривалість життя людей.

## Модель де Муавра
У 1729 р. Абрахам де Муавр запропонував вважати, що тривалість життя рівномірно розподілена на інтервалі {\displaystyle [0,\Omega ]}, де {\displaystyle \Omega } — це граничний вік людини, тобто:
{\displaystyle f(x)=\left\{{\begin{matrix}\left({\frac {1}{\Omega }}\right),&x\in [0,\Omega ],\\0,&x\notin [0,\Omega ].\end{matrix}}\right\},} (1)
Це найбільш проста апроксимація кривої життя f(x). У рамках моделі Муавра легко знаходяться функції виживаності S(x), розподіл F(x), інтенсивність смертності μx і необхідні числові характеристики (середнє, дисперсія та ін.).
Очевидно, що {\displaystyle F(x)=\int _{0}^{x}f(x)\,dt=\int _{0}^{x}\left({\frac {1}{\Omega }}\right)\,dt=x/\Omega ,} при {\displaystyle x\leq \Omega ,}
якщо {\displaystyle x>\Omega }, тоді {\displaystyle F(x)=\int _{0}^{\Omega }\left({\frac {1}{\Omega }}\right)\,dt+\int _{\Omega }^{x}0\,dt=1.}
{\displaystyle F(x)=\left\{{\begin{matrix}\left({\frac {x}{\Omega }}\right),&x\in [0,\Omega ],\\1,&x\notin [0,\Omega ]\end{matrix}}\right\},} (2)
{\displaystyle S(x)=1-F(x)=\left\{{\begin{matrix}1-\left({\frac {x}{\Omega }}\right),&x\in [0,\Omega ]\\0,&x>\Omega \end{matrix}}\right\}} ,
{\displaystyle \mu (x)={\frac {f(x)}{s(x)}}={\frac {\frac {1}{\Omega }}{1-{\frac {x}{\Omega }}}}={\frac {1}{\Omega -x}},} при {\displaystyle x\in (0,\Omega ].}
Для інших значень x інтенсивність смертності не визначена. За формулами середнього часу життя та дисперсії тривалості життя одержуємо:
{\displaystyle e_{0}=\int _{0}^{\Omega }S(x)\,dx=\Omega /2,}
{\displaystyle EX^{2}=2\int _{0}^{\Omega }x(1-x/\Omega )dx=\Omega ^{2}/3,}
{\displaystyle \sigma ^{2}=\Omega ^{2}/12,} {\displaystyle \sigma =\Omega /2{\sqrt {3}}.}(3)
На підставі дослідних і статистичних даних про тривалість життя модель Муавра можна вважати дуже грубою. Реально її можна використовувати для апроксимації функції виживання на певному інтервалі часу.